# Ferdinand Maurath
Ferdinand Maurath (* 28. Juni 1908 in Bühl; † 5. Juli 1993 in Freiburg im Breisgau) war ein deutscher Pfarrer und Widerstandskämpfer gegen den Nationalsozialismus.

## Leben
Als ältestes von fünf Kindern eines Buchhändlers wuchs Maurath zunächst in Bühl und dann in Lörrach auf. Nach dem Abitur am dortigen Gymnasium studierte er zunächst Medizin, brach jedoch nach zwei Semestern ab, um an den Universitäten Münster und Freiburg Theologie zu studieren. Anschließend besuchte er das Priesterseminar in St. Peter. Am 30. April 1933 wurde er von Erzbischof Conrad Gröber zum Priester geweiht.
Als Vikar war er zwischen 1933 und 1937 in Ettlingen, Engen, Leutershausen, Oberwinden, Achern und Karlsruhe-Knielingen eingesetzt. 1937 kam er nach Karlsruhe-Mühlburg. Bereits während dieser Wanderjahre, die sowohl seiner eigenen Krankheitsgeschichte als auch den kranken Pfarrern geschuldet waren, geriet er immer wieder mit dem nationalsozialistischen Regime in Konflikt. Seine erste Anzeige erhielt er nach einer Predigt in Bittelbrunn, bei der er die Hitlerjugend und den Bund Deutscher Mädel (BDM) kritisierte, da diese ihre Dienstzeit auf die Gottesdienstzeit gelegt hatten. 1936 wurde er erneut angezeigt, nachdem er einen HJ-Führer während einer Christenlehre-Stunde gemaßregelt hatte. Beide Anzeigen wurden durch die Gestapo eingestellt.
1937 wurde Maurath von einem Landrat verwarnt, nachdem er drei HJ-Vertreter eines Versammlungsortes verwiesen hatte, die wegen einer versehentlichen Doppelbelegung auch von einem katholischen Jugendtreffen genutzt wurde. Eine zweite Verwarnung erfolgte 1937 in Karlsruhe-Mühlberg wegen staatsabträglicher Äußerungen. 1941 unterrichtete Maurath an der Gutenbergschule Religion. Dort wurde er von der Gestapo angezeigt und wegen verschiedener Verstöße verwarnt. Unter anderem wurde ihm die Verteilung verbotener Broschüren vorgeworfen. Am 20. März wurde ihm von der Gutenbergschule Schulverbot erteilt, nachdem er einen Schüler maßregelte.
Am 2. Mai 1941 wurde Maurath verhaftet. Er hatte drei Schriften aus dem halbjüdischen Borkmeyer Verlag an ehemalige Mitglieder der katholischen Jugend geschickt. Vom 2. Mai bis zum 2. August 1941 befand er sich deshalb in Schutzhaft, darunter drei Wochen in Einzelhaft. Trotz der Einwirkung des Ordinariats in Freiburg wurde Maurath, der gesundheitlich angeschlagen war, nicht entlassen, sondern in das Konzentrationslager Dachau deportiert, wo er am 4. August 1941 ankam. Dort wurde er vor allem als Krankenpfleger eingesetzt. Überraschend wurde er am 9. April 1945 aus dem KZ entlassen.
Gesundheitlich blieb er bis 1946 angeschlagen. Anschließend trat er eine Vikarsstelle in Inzlingen an und kam 1947 als Pfarrverweser nach Feldkirch bei Bad Krozingen. Am 19. Oktober 1975 wurde ihm der Titel Geistlicher Rat ad honorem verliehen. Die Anerkennung erfolgte unter besonderer Würdigung seines Bekennermutes während der nationalsozialistischen Zeit. Maurath engagierte sich in Feldkirch für Maximilian Kolbe und ließ ein neben der Kirche stehendes Beinhaus von 1600 renovieren und nach dessen Heiligsprechung 1983 zur Kapelle weihen, ebenso engagierte er sich für das Maximilian-Kolbe-Werk. Am 1. Juli 1984 trat er in den Ruhestand. Im Seligsprechungs- und im Märtyrerprozess für Karl Leisner sagte er als Zeuge aus.
1989 erschien ein Fernsehbeitrag im SWR über Maurer und seine Widerstandstätigkeit.